# Marcy (Ródano)
Marcy es una comuna francesa situada en el departamento de Ródano, de la región de Auvernia-Ródano-Alpes. Pertenece a la comunidad de comunas Beaujolais-Pierres Dorées.

## Geografía
Está situada a 22 kilómetros en el noroeste de Lyon y a 8 kilómetros en el suroeste de Villefranche-sur-Saône.

## Demografía
| 211 | 192 | 250 | 333 | 531 | 574 | 631 | 617 |
| Para los censos de 1962 a 1999 la población legal corresponde a la población sin duplicidades (Fuente: INSEE [Consultar]) |     |     |     |     |     |     |     |